# Antonio Magnabosco
Antonio Magnabosco (Vicenza, 14 settembre 1937) è un politico italiano.

## Biografia
Esponente della Lega Nord, alle politiche del 1992 fu eletto alla Camera con 10.877 preferenze.
Fu riconfermato alle politiche del 1994, quando, col sostegno del Polo delle Libertà, ottenne il 54,41% dei voti nel collegio uninominale di Bassano del Grappa.
Terminò il mandato parlamentare nel 1996.